# خاویر کورتس
خاویر کورتس (اسپانیایی: Javier Cortés‎؛ زادهٔ ۲۰ ژوئیهٔ ۱۹۸۹) بازیکن فوتبال اهل مکزیک است.
از باشگاه‌هایی که در آن بازی کرده‌است می‌توان به باشگاه فوتبال اونیورسیداد ناسیونال اشاره کرد.
وی همچنین در تیم‌های ملی فوتبال زیر ۲۰ سال مکزیک، زیر ۲۳ سال مکزیک، و مکزیک بازی کرده‌است.
وی در مسابقات کشوری و بین‌المللی در مجموع برندهٔ ۱ مدال طلا شده‌است.